# Copa Colsanitas Seguros Bolivar 2005
Copa Colsanitas Seguros Bolivar 2005 — жіночий тенісний турнір, що проходив на відкритих кортах з ґрунтовим покриттям Club Campestre El Rancho у Боготі (Колумбія). Належав до турнірів 3-ї категорії в рамках Туру WTA 2005. Турнір відбувся увосьме і тривав з 14 до 20 лютого 2005 року. Друга сіяна Флавія Пеннетта здобула титул в одиночному розряді й отримала 27 тис. доларів США.

## Фінальна частина

### Одиночний розряд
Флавія Пеннетта —  Лурдес Домінгес Ліно 7–6(7–4), 6–4
- Для Пеннетти це був 1-й титул в одиночному розряді за сезон і 2-й — за кар'єру.

### Парний розряд
Еммануель Гальярді /  Тіна Писник —  Любомира Курхайцова /  Барбора Стрицова 6–4, 6–3